# Monodonta articulata
Monodonta articulata is een zeeslakkensoort die behoort tot de familie Trochidae. Monodonta articulata komt voor in de Middellandse Zee en de Atlantische Oceaan tot aan de Portugese kust. De dieren leven op vast substraat in of beneden de getijdenzone.

## Kenmerken
De schelp van is tot 30 millimeter hoog en 25 millimeter breed en heeft een rozegrijs of groenachtige kleur.